# Deutsche Wasserball-Liga 2014-2015 (maschile)
La Deutsche Wasserball-Liga 2014-2015 è la 95ª edizione della massima serie del campionato tedesco maschile di pallanuoto. Le gare della stagione regolare inizieranno il 25 ottobre 2014 e si concluderanno il 28 marzo 2015. I playoff si svolgeranno tra i mesi di aprile e maggio 2015.
Le squadre partecipanti sono sedici, e sono suddivise in due gironi da otto squadre ciascuno in base alla classifica finale della stagione precedente: le prime otto sono inserite nel girone A, le rimanenti, tra cui le due neopromosse, nel girone B. A stagione regolare conclusa, le prime quattro del gruppo A si qualificano automaticamente ai quarti di finale dei playoff per il titolo, mentre le qualificate dal 5º all'8º posto del girone A e quelle dal 1º al 4º posto del girone B si affrontano in quattro spareggi con i seguenti incroci: A5 vs B4, A6 vs B3, A7 vs B2, A8 vs B1. Le squadre vincitrici di questi quattro spareggi raggiungono le altre quattro nei quarti di finale dei playoff per il titolo. Le quattro perdenti invece si aggiungono alle squadre posizionate dal 5º all'8º posto del gruppo B nei playout per evitare i due ultimi posti che significano retrocessione.

## Squadre partecipanti
| Club            | Città           | Piscina                      | Stagione 2013-2014   |
| --------------- | --------------- | ---------------------------- | -------------------- |
| Bayer Uerdingen | Krefeld         | Vereinsbad Kraglufthalle     | 7° in DWL            |
| Cannstatt       | Stoccarda       | Alfred-Reichle-Bad           | 6° in DWL            |
| Duisburg        | Duisburg        | Schwimmstadion Wedau         | 2º posto             |
| Esslingen       | Stoccarda       | Inselbad Untertürkheim       | 4° in DWL            |
| Krefeld         | Krefeld         | Badezentrum Bockum           | 11° in DWL           |
| Laatzen         | Laatzen         |                              | Neopromossa          |
| Leimen/Mannheim | Leimen, BW      |                              | Neopromossa          |
| Neukölln Berlin | Berlino         | SL Schöneberg                | 8° in DWL            |
| Neustadt        | Neustadt a/W    | Stadionbad Neustadt a/W      | 10° in DWL           |
| Plauen          | Plauen          | Stadtbad Plauen              | 9° in DWL            |
| Potsdam         | Potsdam         | Schwimmhalle am Brauhausberg | 12° in DWL           |
| Spandau         | Berlino         | SL Schöneberg                | Campione di Germania |
| Waspo Hannover  | Hannover        | S'bad Hannover/LLZ Hannover  | 3° in DWL            |
| Wedding         | Berlino         | Kombibad Seestraße           | 13° in DWL           |
| Weiden          | Weiden i.d.OPf. | Weidener Thermenwelt         | 14° in DWL           |
| White Sharks    | Hannover        | S' Hannover/LLZ Hannover     | 5° in DWL            |

## Regular season

### Girone A
|  | Pos. | Squadra         | Pt | G  | V  | N | P  | GF  | GS  | DR   |
|  | ---- | --------------- | -- | -- | -- | - | -- | --- | --- | ---- |
|  | 1.   | Spandau         | 25 | 14 | 12 | 1 | 1  | 216 | 79  | +137 |
|  | 2.   | Waspo Hannover  | 25 | 14 | 12 | 1 | 1  | 193 | 84  | +109 |
|  | 3.   | Duisburg        | 22 | 14 | 11 | 0 | 3  | 178 | 107 | +71  |
|  | 4.   | Bayer Uerdingen | 12 | 14 | 6  | 0 | 8  | 106 | 146 | -40  |
|  | 5.   | Esslingen       | 11 | 14 | 5  | 1 | 8  | 154 | 171 | -17  |
|  | 6.   | Cannstatt       | 9  | 14 | 4  | 1 | 9  | 102 | 158 | -56  |
|  | 7.   | White Sharks    | 8  | 14 | 4  | 0 | 10 | 103 | 182 | -79  |
|  | 8.   | Neukölln Berlin | 0  | 14 | 0  | 0 | 14 | 105 | 230 | -125 |

|                 | BAY  | CAN   | DUI  | ESS   | NEU   | SPA  | WAS   | WHI   |
| Bayer Uerdingen |      | 6-5   | 7-11 | 11-7  | 15-9  | 1-15 | 7-10  | 7-9   |
| Cannstatt       | 6-7  |       | 4-12 | 7-7   | 13-6  | 9-17 | 7-15  | 16-5  |
| Duisburg        | 15-8 | 19-6  |      | 13-11 | 21-9  | 6-4  | 12-14 | 13-5  |
| Esslingen       | 17-3 | 18-10 | 6-16 |       | 17-10 | 6-15 | 6-17  | 20-14 |
| Neukölln        | 5-11 | 10-13 | 6-20 | 9-17  |       | 6-17 | 5-22  | 11-12 |
| Spandau         | 21-9 | 15-2  | 13-5 | 19-8  | 23-6  |      | 11-8  | 18-2  |
| Waspo           | 7-2  | 14-4  | 8-5  | 18-7  | 18-5  | 5-5  |       | 19-3  |
| White Sharks    | 9-12 | 7-10  | 6-10 | 9-7   | 11-8  | 6-23 | 5-18  |       |

### Girone B
|  | Pos. | Squadra         | Pt | G  | V  | N | P  | GF  | GS  | DR   |
|  | ---- | --------------- | -- | -- | -- | - | -- | --- | --- | ---- |
|  | 1.   | Krefeld         | 23 | 14 | 10 | 3 | 1  | 188 | 104 | +84  |
|  | 2.   | Potsdam         | 21 | 14 | 10 | 1 | 3  | 215 | 127 | +88  |
|  | 3.   | Plauen          | 21 | 14 | 9  | 3 | 2  | 150 | 101 | +49  |
|  | 4.   | Neustadt        | 18 | 14 | 8  | 2 | 4  | 162 | 137 | +25  |
|  | 5.   | Wedding         | 12 | 14 | 5  | 2 | 7  | 136 | 136 | 0    |
|  | 6.   | Laatzen         | 10 | 14 | 5  | 0 | 9  | 126 | 190 | -64  |
|  | 7.   | Weiden          | 7  | 14 | 3  | 1 | 10 | 128 | 152 | -24  |
|  | 8.   | Leimen/Mannheim | 0  | 14 | 0  | 0 | 14 | 77  | 235 | -158 |

|                 | KRE  | LAA   | LEM  | NEU   | PLA   | POT   | WED   | WEI   |
| Krefeld         |      | 14-4  | 30-4 | 18-6  | 11-11 | 13-12 | 12-8  | 17-7  |
| Laatzen         | 9-20 |       | 13-7 | 11-18 | 7-14  | 9-18  | 14-13 | 14-11 |
| Leimen/Mannheim | 4-12 | 6-10  |      | 4-18  | 5-15  | 8-24  | 5-14  | 7-17  |
| Neustadt        | 9-9  | 15-7  | 14-9 |       | 10-8  | 11-9  | 10-4  | 15-6  |
| Plauen          | 6-11 | 14-6  | 15-2 | 10-8  |       | 11-11 | 7-7   | 10-3  |
| Potsdam         | 10-9 | 19-7  | 27-2 | 21-9  | 7-9   |       | 18-10 | 13-12 |
| Wedding         | 7-7  | 10-11 | 15-6 | 10-8  | 4-10  | 8-14  |       | 13-7  |
| Weiden          | 7-10 | 11-4  | 11-8 | 11-11 | 9-10  | 9-12  | 7-13  |       |

## Playoff e playout

### Turno preliminare
Si affrontano le ultime 4 del gruppo A e le prime 4 del gruppo B. Le vincitrici vengono ammesse al tabellone dei playoff scudetto, insieme alle prime 4 del gruppo A. Le gare concluse ai tiri di rigore presentano il risultato di parità al termine dei tempi supplementari e il risultato dopo i tiri di rigore in apice. Gli incontri si disputano l'11, il 18 e il 19 aprile. Gara-4 il 22 aprile.
| Turno preliminare         | Turno preliminare | Turno preliminare | Turno preliminare | Turno preliminare | Turno preliminare | Turno preliminare |
| Gara                      | Serie             | Gara 1            | Gara 2            | Gara 3            | Gara 4            | Gara 5            |
| ------------------------- | ----------------- | ----------------- | ----------------- | ----------------- | ----------------- | ----------------- |
| Krefeld - Neukölln Berlin | 3 - 0             | 11 - 2            | 15 - 9            | 12 - 7            |                   |                   |
| Neustadt - Esslingen      | 0 - 3             | 11 - 13           | 11 - 25           | 9 - 17            |                   |                   |
| Plauen - Cannstatt        | 3 - 1             | 11 - 6            | 6 - 65            | 93 - 95           | 9 - 6             |                   |
| Potsdam - White Sharks    | 0 - 3             | 11 - 12           | 4 - 11            | 12 - 15           |                   |                   |

### Tabellone playoff
Le squadre sconfitte nei quarti di finale lottano per stabilire la classifica finale dal 5º all'8º posto.
|  | Quarti di finale | Quarti di finale | Quarti di finale | Quarti di finale | Quarti di finale |   |                | Semifinali | Semifinali | Semifinali | Semifinali  | Semifinali  | Semifinali  | Semifinali  |             |             | Finali      | Finali         | Finali      | Finali | Finali | Finali | Finali |
|  |                  |                  |                  |                  |                  |   |                |            |            |            |             |             |             |             |             |             |             |                |             |        |        |        |        |
|  | 1                | Spandau          | 15               | 16               |                  |   |                |            |            |            |             |             |             |             |             |             |             |                |             |        |        |        |        |
|  | 8                | Krefeld          | 11               | 5                |                  |   |                |            |            |            |             |             |             |             |             |             |             |                |             |        |        |        |        |
|  | 8                | Krefeld          | 11               | 5                |                  |   | Spandau        | 12         | 20         | 19         |             |             |             |             |             |             |             |                |             |        |        |        |        |
|  |                  |                  |                  |                  |                  |   | Spandau        | 12         | 20         | 19         |             |             |             |             |             |             |             |                |             |        |        |        |        |
|  |                  |                  | Esslingen        | 4                | 8                | 6 |                |            |            |            |             |             |             |             |             |             |             |                |             |        |        |        |        |
|  | 4                | Bayer Uerdingen  | Esslingen        | 4                | 8                | 6 | 74             | 7          |            |            |             |             |             |             |             |             |             |                |             |        |        |        |        |
|  | 4                | Bayer Uerdingen  |                  |                  |                  |   | 74             | 7          |            |            |             |             |             |             |             |             |             |                |             |        |        |        |        |
|  | 5                | Esslingen        | 75               | 8                |                  |   |                |            |            |            |             |             |             |             |             |             |             |                |             |        |        |        |        |
|  |                  |                  |                  |                  |                  |   |                |            |            |            |             |             |             |             |             |             |             | Spandau        | 7           | 13     | 13     |        |        |
|  |                  |                  |                  | Duisburg         | 6                | 4 | 7              |            |            |            |             |             |             |             |             |             |             |                |             |        |        |        |        |
|  | 2                | Waspo Hannover   | 16               | 13               |                  |   |                |            |            |            |             |             |             |             |             |             |             |                |             |        |        |        |        |
|  | 7                | White Sharks     | 5                | 6                |                  |   |                |            |            |            |             |             |             |             |             |             |             |                |             |        |        |        |        |
|  | 7                | White Sharks     | 5                | 6                |                  |   | Waspo Hannover | 6          | 8          | 3          |             |             |             |             |             |             |             |                |             |        |        |        |        |
|  |                  |                  |                  |                  |                  |   | Waspo Hannover | 6          | 8          | 3          |             |             |             |             |             |             |             |                |             |        |        |        |        |
|  |                  |                  | Duisburg         | 8                | 9                | 5 |                |            |            |            | Terzo posto | Terzo posto | Terzo posto | Terzo posto | Terzo posto | Terzo posto | Terzo posto | Terzo posto    | Terzo posto |        |        |        |        |
|  | 3                | Duisburg         | Duisburg         | 8                | 9                | 5 | 107            | 23         |            |            | Terzo posto | Terzo posto | Terzo posto | Terzo posto | Terzo posto | Terzo posto | Terzo posto | Terzo posto    | Terzo posto |        |        |        |        |
|  | 3                | Duisburg         |                  |                  |                  |   | 107            | 23         |            |            |             |             |             |             |             |             |             |                |             |        |        |        |        |
|  | 6                | Plauen           | 106              | 7                |                  |   |                |            |            |            |             |             |             |             |             |             |             | Waspo Hannover | 12          | 16     |        |        |        |
|  |                  |                  |                  |                  |                  |   |                |            |            |            |             |             |             |             |             |             |             | Esslingen      | 11          | 7      |        |        |        |

#### 5º-8º posto
|  | Semifinali      | Semifinali      | Semifinali   |              |                 | Finale          | Finale        | Finale        |  |
|  |                 |                 |              |              |                 |                 |               |               |  |
|  | Bayer Uerdingen | Bayer Uerdingen | 1014         |              |                 |                 |               |               |  |
|  | Bayer Uerdingen | Bayer Uerdingen | 1014         |              |                 |                 |               |               |  |
|  | Krefeld         | Krefeld         | 1013         |              |                 |                 |               |               |  |
|  | Krefeld         | Krefeld         | 1013         |              | Bayer Uerdingen | Bayer Uerdingen | 12            |               |  |
|  |                 |                 |              |              | Bayer Uerdingen | Bayer Uerdingen | 12            |               |  |
|  |                 |                 | White Sharks | White Sharks | 13              |                 |               |               |  |
|  | Plauen          | Plauen          | White Sharks | White Sharks | 13              | 9               |               |               |  |
|  | Plauen          | Plauen          |              |              |                 | 9               |               |               |  |
|  | White Sharks    | White Sharks    | 14           |              |                 | Settimo posto   | Settimo posto | Settimo posto |  |
|  | White Sharks    | White Sharks    | 14           |              |                 |                 |               |               |  |
|  |                 |                 |              |              |                 |                 |               |               |  |
|  |                 |                 |              |              |                 | Krefeld         | Krefeld       | 14            |  |
|  |                 |                 |              |              |                 | Krefeld         | Krefeld       | 14            |  |
|  |                 |                 |              |              |                 | Plauen          | Plauen        | 7             |  |

### Tabellone playout
Le squadre vincenti i quarti di finale lottano per stabilire la classifica dal 9º al 12º posto. Le perdenti lottano per il 13º-16º posto (di cui due retrocessioni).

La squadra col peggior ranking disputa gara-1 in casa. La squadra col miglior ranking disputa gara-2 ed eventuale gara-3 in casa.
|  | Quarti 9-16º posto | Quarti 9-16º posto | Quarti 9-16º posto | Quarti 9-16º posto | Quarti 9-16º posto |  |  | Semifinali 9-12º posto | Semifinali 9-12º posto | Semifinali 9-12º posto |         |    | Finale 9º posto  | Finale 9º posto  | Finale 9º posto  |  |
|  |                    |                    |                    |                    |                    |  |  |                        |                        |                        |         |    |                  |                  |                  |  |
|  | 9                  | Neukölln Berlin    | Neukölln Berlin    | 18                 | 18                 |  |  |                        |                        |                        |         |    |                  |                  |                  |  |
|  | 16                 | Leimen/Mannheim    | Leimen/Mannheim    | 6                  | 7                  |  |  | Neukölln Berlin        | Neukölln Berlin        | 12                     |         |    |                  |                  |                  |  |
|  | 12                 | Neustadt           | 8                  | 11                 | 9                  |  |  | Neustadt               | Neustadt               | 10                     |         |    |                  |                  |                  |  |
|  | 13                 | Wedding            | 11                 | 7                  | 6                  |  |  |                        |                        |                        |         |    | Neukölln Berlin  | Neukölln Berlin  | 9                |  |
|  | 10                 | Potsdam            | Potsdam            | 11                 | 22                 |  |  |                        |                        | Potsdam                | Potsdam | 17 |                  |                  |                  |  |
|  | 15                 | Weiden             | Weiden             | 6                  | 7                  |  |  | Potsdam                | Potsdam                | 13                     |         |    |                  |                  |                  |  |
|  | 11                 | Cannstatt          | Cannstatt          | 14                 | 16                 |  |  | Cannstatt              | Cannstatt              | 10                     |         |    |                  |                  |                  |  |
|  | 14                 | Laatzen            | Laatzen            | 8                  | 5                  |  |  |                        |                        |                        |         |    | Finale 11º posto | Finale 11º posto | Finale 11º posto |  |
|  |                    |                    |                    |                    |                    |  |  |                        |                        |                        |         |    |                  |                  |                  |  |
|  |                    |                    |                    |                    |                    |  |  |                        |                        |                        |         |    | Neustadt         | Neustadt         | 7                |  |
|  |                    |                    |                    |                    |                    |  |  |                        |                        |                        |         |    | Cannstatt        | Cannstatt        | 11               |  |

#### 13º-16º posto
La squadra col peggior ranking disputa gara-1 in casa. La squadra col miglior ranking disputa gara-2 ed eventuale gara-3 in casa.
|  | Semifinali | Semifinali      | Semifinali      | Semifinali      | Semifinali | Semifinali | Semifinali |  |  | Finale  | Finale  | Finale  | Finale | Finale |  |
|  |            |                 |                 |                 |            |            |            |  |  |         |         |         |        |        |  |
|  | 14         | Laatzen         | Laatzen         | 6               | 83         | 5          | 6          |  |  |         |         |         |        |        |  |
|  | 15         | Weiden          | Weiden          | 12              | 80         | 7          | 12         |  |  | Weiden  | Weiden  | Weiden  | 8      | 8      |  |
|  | 13         | Wedding         | Wedding         | Wedding         | 10         | 18         | 10         |  |  | Wedding | Wedding | Wedding | 10     | 9      |  |
|  | 16         | Leimen/Mannheim | Leimen/Mannheim | Leimen/Mannheim | 4          | 3          | 7          |  |  |         |         |         |        |        |  |